# Constante van Liouville
De constante van Liouville ({\displaystyle L}) is een transcendente reële wiskundige constante waarvan elke {\displaystyle n}-de decimaal 1 is als {\displaystyle n} een faculteit is en anders 0.
{\displaystyle L=\sum _{k=1}^{\infty }{\frac {1}{10^{k!}}}}
De eerste decimalen ervan zijn: 0,110001000000000000000001...
De constante is een Liouville-getal en kan gebruikt worden in een bewijs van het bestaan van de Liouville-getallen.
De constante is genoemd naar Joseph Liouville.